# Moisés da Valáquia
Moisés (f.29 de Agosto de 1530) foi Príncipe da Valáquia entre 27 de Março de 1529 e 22 de Maio de 1530.

## Biografia

### Primeiros anos e subida ao trono
Moisés era filho de Ladislau III da Valáquia, sendo portanto bisneto de Ladislau II, e pertencente ao Ramo Dăneşti da Dinastia Bassarabe.
Moisés aparece primeiro como uma solução de compromisso sobre o trono da Valáquia na tentativa da nobreza de rejeitar a nomeação direta, pelo Sultão Otomano, de Bassarabe VI da Valáquia, algo que era contrário às leis do país relativas à sucessão e prática diplomática. Bassarabe VI é rapidamente deposto e substituído por um Conselho de Regência. 

### O governo

#### Política interna
Internamente, Moisés procurou atrair a nobreza para o seu lado, especialmente a família Craioveşti. Devido ao facto de ter iniciado, mais tarde, uma política antiotomana, vários boiardos rebelaram-se contra ele. A 13 de Fevereiro de 1530, durante o seu casamento com Anca (irmã do Bano dos Craioveşti), Moisés ordenou a morte de vários dos seus opositores, incluindo o Senescal Drăgan de Merişani e Neagoe de Periş, membros do Conselho de Regência que o precedeu. 
Os boiardos restantes procuraram refúgio em terras turcas, e elegeram Vlad, filho de Vlad, o Jovem, como novo Príncipe, com reconhecimento otomano. Vlad entrou na Valáquia em Maio. Depois de várias batalhas, favoráveis, nos primeiros dias de Junho de 1530, Moisés refugiou-se em Sibiu.

#### Política externa
Externamente, procurou manter a autonomia do país através de alianças com os vizinhos. Criou uma estreita aliança com o Sultão Solimão, o Magnífico. A pedido do sultão, envia uma embaixada a Sibiu, ordenando que a cidade se submetesse ao voivoda da Transilvânia, Rei da Hungria e vassalo otomano João Zápolya. Com a recusa deste, enviou um exército, chefiado pelos assassinos de Radu de Afumati (e possivelmente de Bassarabe VI da Valáquia): Drăgan de Merişani e Neagoe de Periş. 
Após o Cerco de Viena, Moisés tentou cortar de vez as relações do País com a Sublime Porta (Império Otomano), e estabelecer alianças com Fernando I da Áustria e Pedro Rareş da Moldávia. Esta ação não foi concluída devido à ação dos Craioveşti. 

### Morte
Após subir ao trono a 4 de Junho de 1530, Vlad VI ordenou aos seus oficiais que fossem a Sibiu pedir a morte de Moisés; Sibiu recusou.
A 24 de Agosto, com apoio Imperial, tentou recuperar o trono, aliando-se aos Craioveşti, mas sem sucesso. Após combater contra Vlad VI em Teleorman, a 29 de Agosto de 1530, acabou por ser derrotado e morto em batalha. A sua descendência passou a residir em França.

## Casamento e descendência
A 13 de Fevereiro de 1530, Moisés desposou Anca Craioveşti, de quem teve:
- Zamfira (?), que desposou primeiramente um nobre húngaro, István Keser, e mais tarde um nobre polaco, Stanislaw Nisowski.